# Isola Low
L’Isola Low (in lingua inglese: Low Island; varianti storiche del nome: Jameson Island; in lingua spagnola Isla Baja) è la più sudoccidentale tra le isole che compongono l'arcipelago delle Isole Shetland Meridionali, in Antartide.

## Caratteristiche
È situata 23 km a sudest dell'Isola Smith da cui è separata dallo Stretto Osmar. Ha una lunghezza di 14 km, una larghezza di 8 km, e si estende su una superficie di 181,2 km2.
L'isola è pressoché piatta, quasi completamente ricoperta di ghiaccio e solo alcune punte alle estremità mostrano la roccia scoperta nel periodo estivo.

## Denominazione
L'attuale denominazione è stata utilizzata dai cacciatori di foche, che ne avevano redatto anche una mappatura grossolana, almeno dal 1821 ed è ormai ufficialmente entrata nell'uso internazionale.
L'origine del nome può essere collegata alla bassa elevazione dell'isola e in questo caso il suo nome significherebbe Isola Bassa, come viene chiamata in lingua spagnola, oppure essere stata denominata in onore del capitano Edward Low, comandante del vascello da caccia alle foche americano Esther.

## Mappe
- Chart of South Shetland including Coronation Island, &c. from the exploration of the sloop Dove in the years 1821 and 1822 by George Powell Commander of the same. Scale ca. 1:200000. London: Laurie, 1822.
- South Shetland Islands: Smith and Low Islands. Scale 1:150000 topographic map No. 13677. British Antarctic Survey, 2009.